# Sagaricera
Sagaricera är ett släkte av tvåvingar. Sagaricera ingår i familjen vapenflugor.
Kladogram enligt Catalogue of Life:
| Sagaricera | \| \| Sagaricera aenescens \| \| \| \| \| \| Sagaricera analis \| \| \| \| |
|            | \| \| Sagaricera aenescens \| \| \| \| \| \| Sagaricera analis \| \| \| \| |
|            | Sagaricera aenescens                                                       |
|            |                                                                            |
|            | Sagaricera analis                                                          |
|            |                                                                            |